# Вельфесхольц
Вельфесхольц (нем. Welfesholz) — община в Германии, в земле Саксония-Анхальт. 
Входит в состав района Мансфельд. Подчиняется управлению Гербштедт.  Население составляет 210 человек (на 31 декабря 2006 года). Занимает площадь 3,90 км².